# V (piosenkarz)
V (kor. 뷔), właśc. Kim Tae-hyung (Hangul: 김태형; ur. 30 grudnia 1995 w Daegu) – południowokoreański piosenkarz, tancerz, autor tekstów, aktor i członek boysbandu BTS. Od swojego debiutu w zespole w 2013 roku, V wykonał trzy solowe piosenki – „Stigma” w 2016 roku, „Singularity” w 2018 roku i „Inner Child” w 2020 roku – które wszystkie znalazły się na liście Gaon Digital Chart w Korei Południowej.
oza projektami związanych z BTS, V pojawił się w serialu telewizyjnym z 2016 roku Hwarang: The Poet Warrior Youth i stworzył singiel „It’s Definitely You” na jego ścieżkę dźwiękową. W 2019 roku wydał swoją pierwszą niezależną piosenkę, samodzielnie skomponowany utwór „Scenery”. W 2023 roku V zadebiutował jako solowy artysta wydając single „Love Me Again” i „Rainy Days”. Jego debiutancki solowy album Layover jest zaplanowany na 8 września i będzie towarzyszyć mu trzeci singel „Slow Dancing”.

## Życiorys
V urodził się jako Kim Tae-hyung 30 grudnia 1995 roku w Daegu, i dorastał w hrabstwie Geochang. Jest najstarszym z trojga dzieci, ma młodszego brata i siostrę.  V zaczął marzyć o tym, żeby zostać profesjonalnym piosenkarzem w szkole podstawowej. Dzięki wsparciu ojca zaczął brać lekcje gry na saksofonie we wczesnym gimnazjum, aby kontynuować karierę muzyczną. Ostatecznie V został stażystą w Big Hit Entertainment po pomyślnym przesłuchaniu w Daegu.
Po ukończeniu Korean Arts High School w 2014 roku, V zapisał się na Global Cyber University, gdzie ukończył studia w sierpniu 2020 roku na kierunku Broadcasting and Entertainment. Od 2021 roku studiuje na Hanyang Cyber University, gdzie zdobywa tytuł magistra Business Administration w dziedzinie reklamy i mediów.

## Kariera

### Od 2013: BTS

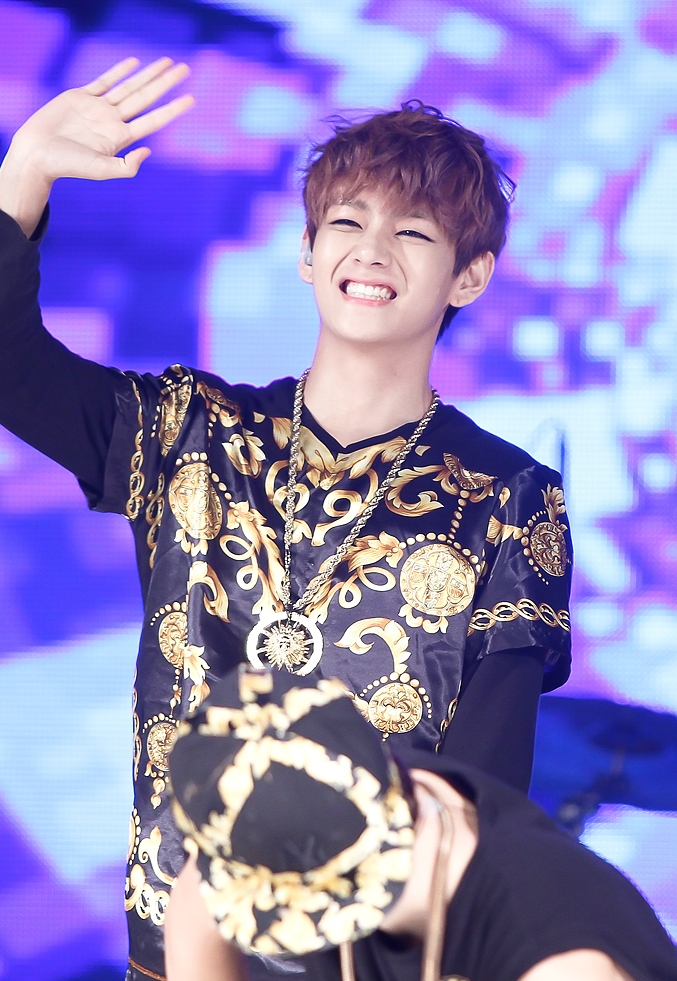
V na Jeonju Vivid Rock Festival w sierpniu 2013 roku

Przed debiutem V był „tajnym członkiem” BTS: fani nie byli świadomi jego istnienia, ponieważ agencja chciała zachować jego obecność jako niespodziankę. Później przyznał, że ów koncept sprawiał, że czuł się samotny i niespokojny, myśląc, że może zostać wyrzucony z zespołu. 13 czerwca 2013 roku zadebiutował jako członek BTS w programie M Countdown w stacji Mnet utworem „No More Dream” z debiutanckiego singla zespołu 2 Cool 4 Skool. V po raz pierwszy został wymieniony jako współautor muzyki na minialbumie The Most Beautiful Moment in Life, Part 1 (2015), jako współtwórca i producent piosenki „Hold Me Tight”; przyczynił się również do tekstów piosenki „Fun Boyz”. W kolejnym minialbumie zespołu, The Most Beautiful Moment in Life, cz. 2, melodia stworzona przez V została wykorzystana w piosence „Run”. Jest współautorem i skomponował swój pierwszy solowy utwór „Stigma” na studyjny album BTS Wings z 2016 roku. Wydał także nieoficjalnie cover „Hug Me” z kolegą z zespołu J-Hope oraz „Someone Like You” Adele.
W maju 2018 roku drugi solowy utwór V, „Singularity”, został wydany jako zwiastun dla nadchodzącego trzeciego albumu studyjnego BTS, Love Yourself: Tear. Utwór zadebiutował w brytyjskim radiu w BBC Radio 25 października.
24 października 2018 roku V stał się jednym z najmłodszych laureatów medalu piątej klasy Orderu Kulturalnego Zasługi Hwagwan, który został mu przyznany przez Prezydenta Korei Południowej, wraz z innymi członkami zespołu BTS, za ich rolę w promowaniu kultury koreańskiej.
V i J-Hope współpracowali ze szwedzką piosenkarką Zarą Larsson nad utworem „A Brand New Day” na ścieżkę dźwiękową albumu do gry mobilnej BTS World. Singel został wydany 14 czerwca 2019 roku i zadebiutował na pierwszym miejscu na liście Billboard’s World Digital Song Sales. Następnie V współpracował z kolegą z zespołu, Jiminem, przy piosence „Friends”, oraz pomógł skomponować i napisać swój trzeci solowy utwór „Inner Child”. Oba utwory znalazły się na albumie studyjnym BTS z 2020 roku, Map of the Soul: 7.
W lipcu 2021 roku V został mianowany przez prezydenta Korei Południowej Moon Jae-ina specjalnym wysłannikiem prezydenta ds. przyszłych pokoleń i kultury, wraz ze swoimi kolegami z zespołu, aby pomóc „rozwijać wysiłki dyplomatyczne Korei Południowej i jej pozycję w społeczności międzynarodowej”.

### Od 2016: Działalność solowa

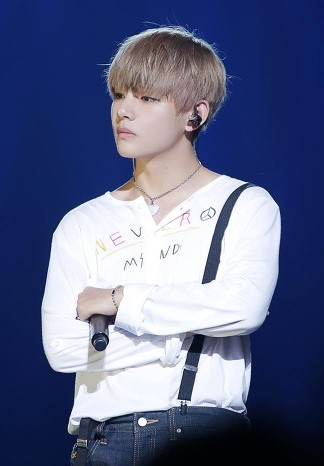
V w Kobe w Japonii podczas trasy koncertowej The Most Beautiful Moment in Life On Stage Tour, 23 marca 2016 roku

W 2016 roku V zadebiutował jako aktor w serialu historycznym KBS2 Hwarang: The Poet Warrior Youth w roli drugoplanowej pod swoim prawdziwym imieniem. Współpracował także z kolegą z zespołu Jinem przy singlu w duecie „It’s Definitely You” na ścieżkę dźwiękową tego serialu. Z okazji czwartej rocznicy debiutu BTS, V wydał piosenkę „4 O’Clock” 8 czerwca 2017 roku, którą współprodukował razem z kolegą z zespołu, RM-em.
wydał swoją pierwszą niezależną piosenkę, „Scenery”, 30 stycznia 2019 roku, na stronie SoundCloud BTS. V sam napisał i skomponował tę balladę oraz stworzył okładkę. Utwór został wyprodukowany przez producenta Big Hit, Docskima, z dodatkowym udziałem Pdogg i Hiss Noise. Siedem miesięcy później, V wydał swoją drugą solową piosenkę i pierwszą całkowicie anglojęzyczną, „Winter Bear”, na SoundCloud, wraz z teledyskiem wyreżyserowanym przez niego samego na kanale YouTube BTS 9 sierpnia. Współprodukował utwór razem z RM-em, Hiss Noise i Adorą oraz stworzył okładkę pod swoim pseudonimem artystycznym, Vante.
W 2020 roku V przyczynił się do ścieżki dźwiękowej dramatu JTBC Itaewon Class, wykonując utwór „Sweet Night”, który został wydany 13 marca. 25 grudnia wydał świąteczny utwór „Snow Flower”, w którym gościnnie wystąpił Peakboy.
24 grudnia 2021 roku V wydał singel „Christmas Tree” jako część oryginalnej ścieżki dźwiękowej do serialu telewizyjnego Studio N Our Beloved Summer. Zadebiutował na 79. miejscu listy Billboard Hot 100 i przyniósł V jego pierwsze solowe wejście na tę listę. W następnym roku wystąpił w reality show Disney+ In the Soop: Friendcation wraz z Peakboyem, Parkiem Seo-joonem, Choi Woo-shikiem i Parkiem Hyung-sikiem; serial miał premierę w lipcu, a zakończył się w sierpniu. W lutym 2023 roku V pojawił się w drugim reality show, ekskluzywnym dla Prime Video, programie kulinarno-podróżniczym Jinny’s Kitchen, wraz z Park Seo-joon i Choi Woo-shik. W kolejnym miesiącu został ogłoszony ambasadorem marki dla indonezyjskiej firmy inwestycyjnej SimInvest oraz globalnym ambasadorem francuskiej luksusowej marki Celine. W lipcu stał się ambasadorem marki Cartier i twarzą kampanii Panthère de Cartier. Debütujący album solowy V o tytule Layover został ogłoszony 7 sierpnia. Wyprodukowany przez Min Hee-jin z ADOR, album zawierający sześć utworów został wydany 8 września.

## Dyskografia

### Solowa

#### Albumy studyjne
| Rok  | Dane dot. albumu                                                                                 | Najwyższa pozycja | Najwyższa pozycja | Najwyższa pozycja | Najwyższa pozycja | Najwyższa pozycja | Najwyższa pozycja | Najwyższa pozycja | Sprzedaż                                       |
| Rok  | Dane dot. albumu                                                                                 | KOR (Circle)      | CAN               | JPN (Oricon)      | JPN Hot           | NZ                | POL               | US                | Sprzedaż                                       |
| ---- | ------------------------------------------------------------------------------------------------ | ----------------- | ----------------- | ----------------- | ----------------- | ----------------- | ----------------- | ----------------- | ---------------------------------------------- |
| 2023 | Layover - Wydany: 8 września 2023 - Wytwórnia: Big Hit - Format: CD, digital download, streaming | 1                 | 39                | 2                 | 2                 | 3                 | 2                 | 2                 | - KOR: 2 017 123+ - JPN: 221 491 - US: 88 000+ |

#### Single
| Rok                                                       | Tytuł                         | Najwyższa pozycja | Najwyższa pozycja | Najwyższa pozycja | Najwyższa pozycja | Najwyższa pozycja | Najwyższa pozycja | Najwyższa pozycja | Najwyższa pozycja | Album                                               |
| Rok                                                       | Tytuł                         | KOR               | KOR               | CAN               | JAP Hot           | NZ Hot            | US World          | WW                | US                | Album                                               |
| Rok                                                       | Tytuł                         | Circle            | Songs             | CAN               | JAP Hot           | NZ Hot            | US World          | WW                | US                | Album                                               |
| --------------------------------------------------------- | ----------------------------- | ----------------- | ----------------- | ----------------- | ----------------- | ----------------- | ----------------- | ----------------- | ----------------- | --------------------------------------------------- |
| 2016                                                      | „It’s Definitely You” (z Jin) | 34                | –                 | –                 | –                 | –                 | 8                 | –                 | –                 | Hwarang: The Poet Warrior Youth Original Soundtrack |
| 2020                                                      | „Sweet Night”                 | 14                | 19                | –                 | –                 | 34                | –                 | –                 | –                 | Itaewon Class Original Soundtrack                   |
| 2021                                                      | „Christmas Tree”              | 18                | 25                | 82                | 29                | 6                 | –                 | 51                | 79                | Our Beloved Summer Original Soundtrack              |
| 2023                                                      | „Love Me Again”               | 22                | 7                 | 91                | 76                | 5                 | 1                 | 12                | 96                | Layover                                             |
| 2023                                                      | „Rainy Days”                  | 56                | 21                | –                 | 91                | 7                 | –                 | 16                | –                 | Layover                                             |
| 2023                                                      | „Slow Dancing”                | 24                | 9                 | 60                | 28                | 5                 | –                 | 4                 | 51                | Layover                                             |
| „–” oznacza, że singiel nie był notowany na danej liście. |                               |                   |                   |                   |                   |                   |                   |                   |                   |                                                     |

#### Pozostałe utwory notowane
| Rok                                                       | Tytuł         | Najwyższa pozycja | Najwyższa pozycja | Najwyższa pozycja | Najwyższa pozycja | Album               |
| Rok                                                       | Tytuł         | KOR               | KOR               | JAP Hot           | US World          | Album               |
| Rok                                                       | Tytuł         | Circle            | Songs             | JAP Hot           | US World          | Album               |
| --------------------------------------------------------- | ------------- | ----------------- | ----------------- | ----------------- | ----------------- | ------------------- |
| 2016                                                      | „Stigma”      | 26                | –                 | –                 | 1                 | Wings               |
| 2016                                                      | „Singularity” | 54                | 10                | 34                | 1                 | Love Yourself: Tear |
| 2020                                                      | „Inner Child” | 24                | 19                | –                 | 1                 | Map of the Soul: 7  |
| „–” oznacza, że singiel nie był notowany na danej liście. |               |                   |                   |                   |                   |                     |

#### Inne utwory
| Rok  | Tytuł             | Inni artyści | Album |
| ---- | ----------------- | ------------ | ----- |
| 2014 | „95 Graduation”   | Jimin        | –     |
| 2017 | „4 O’Clock”       | RM           | –     |
| 2019 | „Scenery”         | –            | –     |
| 2019 | „Winter Bear”     | –            | –     |
| 2020 | „Snow Flower”     | Peakboy      | –     |
| 2024 | „White Christmas” | Bing Crosby  | –     |

## Filmografia

### Telewizja
| Rok       | Tytuł   | Rola          | Stacja telewizyjna |
| --------- | ------- | ------------- | ------------------ |
| 2016–2017 | Hwarang | Seok Han-sung | KBS2               |

### Programy rewiowe
| Rok  | Tytuł                        | Stacja telewizyjna | Rola                                       |
| ---- | ---------------------------- | ------------------ | ------------------------------------------ |
| 2015 | Hello Counselor              | KBS2               |                                            |
| 2015 | Star King                    | SBS                | gościnnie, z RM (odc. 413)                 |
| 2015 | Celebrity Bromance (sezon 1) | MBig TV            | obsada, razem z Kim Min-jae (odc. 1-4, 30) |
| 2016 | Star King                    | SBS                | gościnnie, z J-Hope (odc. 413)             |